# Orador
Orador (llatí Orator) és la persona que parla en públic i el que destaca per la seva manera de parlar.
Antigament eren persones que dominaven l'art de l'oratòria i que estudiaven per exercir com a tals. Exemples de grans oradors van ser Demòstenes i Ciceró. Aquest art s'aplicava davant dels tribunals de justícia o per fer discursos tant polítics com socials (per exemple un discurs al senat o a les cúries, un panegíric a l'emperador o una oració fúnebre a un difunt.
En temps de Ciceró, l'orador es diferenciava del jurisconsult i de l'advocat. L'advocat assistia al processat però no intervenia, i el seu prestigi servia per donar pes a les paraules de l'orador. Després de la caiguda de la República es van confondre les funcions d'advocat i orador, ja que els juristes més destacats van deixar d'anar als tribunals. Un orador que posseís un coneixement competent del dret civil, tenia molt d'avantatge. Alguns requisits de l'oratòria, com ara la veu i el gest, només es podrien adquirir mitjançant la disciplina, mentre que un coneixement competent del dret es podria obtenir fàcilment d'un jurisconsult o dels llibres.
Alguns autors, com Ciceró, van escriure tractats importants sobre l'oratòria: De inventione, De oratore (sobre la formació de l'orador), Partitiones oratoriae es refereix a les divisions dels discursos, De optimo genere oratorum, que versa sobre el millor tipus d'eloqüència, Orator (retrat de l'orador ideal), Brutus, història de l'eloqüència grega i romana, Topica, sobre els esquemes habituals dels discursos. Tàcit també en va escriure un: Dialogus de oratoribus obra que data de l'any 81 aproximadament on es tracta el tema de l'educació romana i de l'oratòria.
Modernament el terme és poc usat i s'aplica als advocats, fiscals, polítics i predicadors religiosos.